# Yabuki
Yabuki (矢吹町, Yabuki-machi) est un bourg japonais (町, machi ou -chō) situé dans la préfecture de Fukushima.
Sa population au 1er juin 2013 est estimée à 17 991 habitants.